# The Jealous Waiter
The Jealous Waiter è un cortometraggio muto del 1913 diretto da Mack Sennett con Edgar Kennedy e Fred Mace.

## Produzione
Prodotto da Mack Sennett per la Keystone.

## Distribuzione
Il film uscì nelle sale il 10 febbraio 1913, distribuito dalla Mutual Film, programmato in coppia con The Stolen Purse.